# Бристол (Флорида)
Бристол (енгл. Bristol) град је у америчкој савезној држави Флорида. По попису становништва из 2010. у њему је живело 996 становника.

## Демографија
Према попису становништва из 2010. у граду је живело 996 становника, што је 151 (17,9%) становника више него 2000. године.
| Група             | 2000.       | 2010.       |
| Белци             | 733 (86,7%) | 797 (80,0%) |
| Афроамериканци    | 32 (3,8%)   | 95 (9,5%)   |
| Азијати           | 0 (0,0%)    | 2 (0,2%)    |
| Хиспаноамериканци | 49 (5,8%)   | 75 (7,5%)   |
| Укупно            | 845         | 996         |